# Адильотарский сельсовет
Адильотарский сельсовет  — административно-территориальная единица и муниципальное образование со статусом сельского поселения в Хасавюртовском районе Дагестана Российской Федерации.
Административный центр — село Адильотар.

## Населённые пункты
На территории сельсовета находятся населённые пункты:
1. село Адильотар
2. село Кадыротар
3. село Тутлар

## Население
В 2010 году в сельском поселении проживало 2596 человек (1,8 % населения района).
| 2002  | 2010  | 2012  | 2013  | 2014  | 2015  | 2016  |
| ----- | ----- | ----- | ----- | ----- | ----- | ----- |
| 2398  | ↗2596 | ↗2663 | ↗2721 | ↗2762 | ↗2813 | ↗2842 |
| 2017  | 2018  | 2019  | 2020  | 2021  | 2023  | 2024  |
| ↗2911 | ↗2950 | ↗2974 | ↗2986 | ↗3125 | ↗3195 | ↗3244 |
| 2025  |       |       |       |       |       |       |
| ↗3283 |       |       |       |       |       |       |